# ATP Challenger Salt Lake City
Das ATP Challenger Salt Lake City (offiziell: Salt Lake City Challenger) war ein Tennisturnier, das einmalig 1978 in Salt Lake City, Utah, stattfand. Es gehörte zur ATP Challenger Tour und wurde im Freien auf Hartplatz gespielt.

## Liste der Sieger

### Einzel
| Jahr | Sieger       | Finalgegner    | Ergebnis |
| ---- | ------------ | -------------- | -------- |
| 1978 | Kevin Curren | Steve Docherty | 6:4, 6:0 |

### Doppel
| Jahr | Sieger                       | Finalgegner                | Ergebnis |
| ---- | ---------------------------- | -------------------------- | -------- |
| 1978 | Marcelo Lara John Whitlinger | Haroon Ismail Warren Maher | 6:4, 6:2 |